# Steinholz-Linden

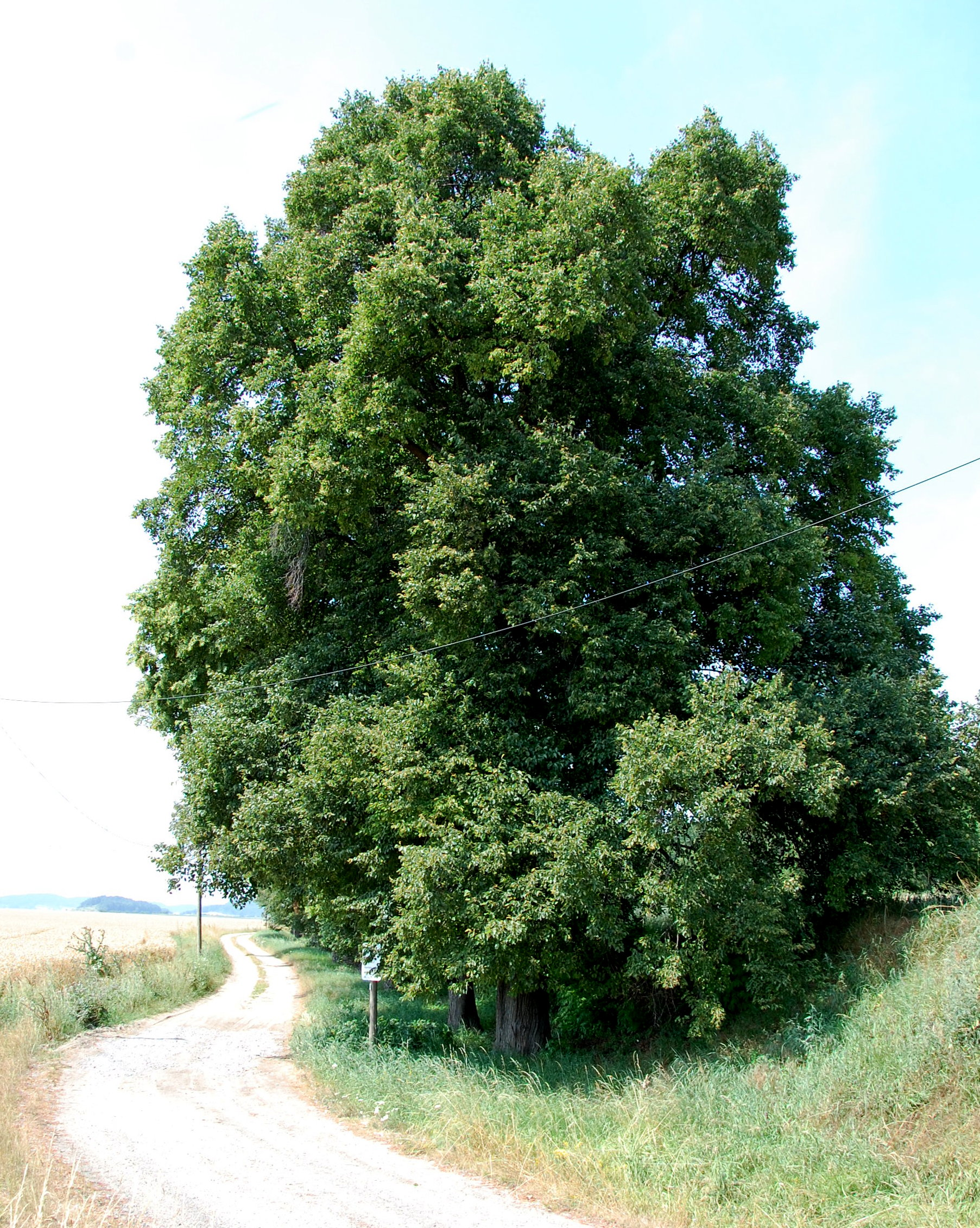
Blick auf die Steinholz-Linden von Osten

Die Steinholz-Linden sind ein Naturdenkmal nordwestlich der Stadt Quedlinburg in Sachsen-Anhalt.
Zu den Steinholz-Linden gehören etwa 40 Winterlinden. Die Linden befinden sich an der Nordseite des von Quedlinburg zur Steinholzwarte führenden Feld- und Wanderwegs. Etwas weiter nördlich erstreckt sich das Waldgebiet Steinholz. Südlich führt die Bundesstraße 6n vorbei.
Vor Ort weist ein Schild auf die Stellung als Naturdenkmal, den Namen und die Bedeutung als Landschaftsbestandteil hin.